# Zinovi Pechkoff

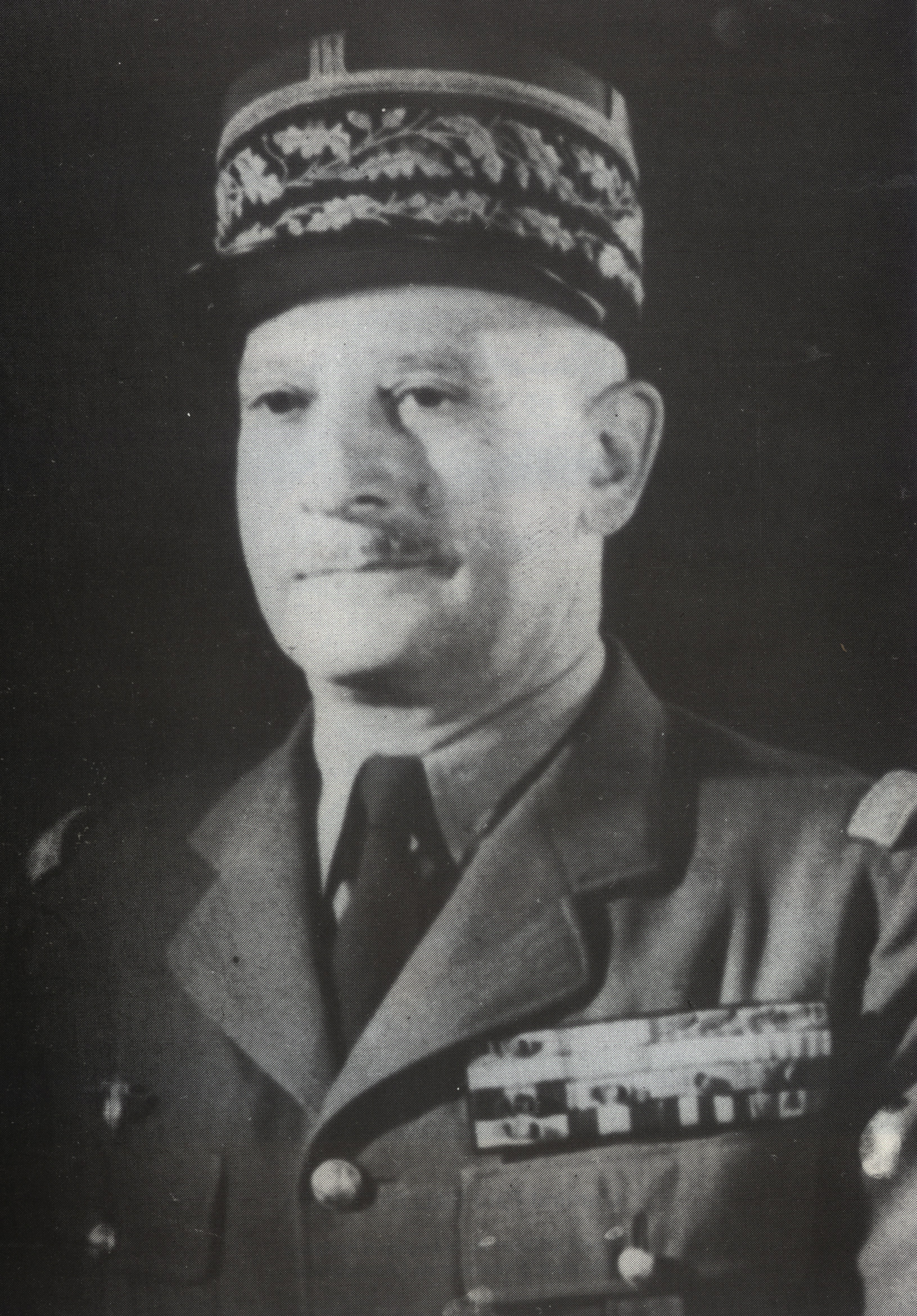
Zinovi Pechkoff

Zinovi Pechkoff, ursprünglich Sinowi Alexejewitsch Peschkow (russisch Зиновий Алексеевич Пешков; * 16. Oktober 1884 in Nischni Nowgorod; † 27. November 1966 in Paris) war ein französischer Offizier und Diplomat russisch-jüdischer Herkunft.

## Leben
Pechkoff wurde als Jeschua-Salman Michailowitsch Swerdlow (Иешуа-Залман Михайлович Свердлов) in eine jüdische Familie hinein geboren und war der ältere Bruder des späteren sowjetrussischen Staatsoberhauptes Jakow Swerdlow. 1902 ließ er sich russisch-orthodox taufen, wofür er von seinem leiblichen Vater verstoßen wurde. Maxim Gorki (eigentlich Alexei Maximowitsch Peschkow) war sein Patenonkel und Namensgeber und hat ihn de facto adoptiert. Pechkoff folgte Gorki nach Frankreich und Italien.
Zu Beginn des Ersten Weltkrieges trat Pechkoff 1914 freiwillig in die französische Fremdenlegion ein, 1915 verlor er im Einsatz den rechten Arm. Später wurde er zur weißen Armee Koltschaks in den russischen Bürgerkrieg entsandt. 1923 erhielt er die französische Staatsbürgerschaft. Von 1921 bis 1926 kämpfte er im Rifkrieg in Marokko unter Marschall Lyautey als Offizier der Fremdenlegion. 1937 bis 1940 befehligte er sie dort selbst, 1943 wurde er zum Brigadegeneral befördert. 1941 traf er in London General de Gaulle, der ihn mit wichtigen Missionen in Afrika und im Fernen Osten betraute, so als Chef der französischen Verbindungsmission bei der Alliierten Besatzungsmacht in Japan von 1946 bis 1950. Noch 1964 führte er Gespräche mit Chiang Kai-shek, dem Präsidenten der Republik China auf Taiwan.
In der Sowjetunion galt Pechkoff als Verräter. Stalinistische Zensoren retuschierten ihn daher ab Mitte der 1930er-Jahre aus dem berühmt gewordenen Foto, das ihn als Zuschauer neben seinem Adoptivvater bei einer Schachpartie Lenins mit Bogdanow im April 1908 zeigt.
Zinovi Pechkoff starb 1966. Er ist auf dem russischen Friedhof von Sainte-Geneviève-des-Bois nahe Paris begraben.

## Werke
- The Bugle Sounds. Life in the Foreign Legion (1927), Naval and Military Press 2009, ISBN 978-1-84574-128-0